# Wahl zum Abgeordnetenhaus von Berlin 1995
- PDS: 34
- SPD: 55
- Grüne: 30
- CDU: 87

- Regierung: 142
- Opposition: 64

Bei der Wahl zum Abgeordnetenhaus von Berlin vom 22. Oktober 1995 stellte sich die seit 1990 regierende große Koalition unter dem Regierenden Bürgermeister Eberhard Diepgen erstmals zur Wiederwahl.
Eberhard Diepgen trat nunmehr zum vierten Mal als Spitzenkandidat der CDU an, während die SPD mit Sozialsenatorin Ingrid Stahmer antrat. Ingrid Stahmer hatte sich in einer parteiinternen Urwahl gegen den ehemaligen Regierungschef Walter Momper durchsetzen können.

## Ergebnis
Die CDU konnte sich trotz Verlusten in Höhe von 3,0 Prozentpunkten mit 37,4 % als stärkste Kraft behaupten, die SPD erlitt jedoch Verluste in Höhe von 6,8 Prozentpunkten und erreichte nur noch 23,6 % der Stimmen. Die FDP verlor 4,6 Prozentpunkte und schied mit 2,5 % aus dem Parlament aus, während die Grünen um 3,8 Prozentpunkte auf 13,2 % der Stimmen zulegten und die PDS um 5,4 Prozentpunkte auf 14,6 % zulegte.
In dem Wahlergebnis spiegelte sich eine allgemein empfundene Unzufriedenheit mit der großen Koalition wider, welche jedoch mangels politischer Alternativen fortgesetzt wurde. Eberhard Diepgen wurde als Regierender Bürgermeister Anfang 1996 wiedergewählt, Ingrid Stahmer blieb Senatorin, konnte sich aber mit ihrem Anspruch, auch das Amt als Diepgens Stellvertreterin zu übernehmen, nicht durchsetzen.
Das Wahlergebnis der SPD wurde auch durch die politischen Querelen um den SPD-Bundesvorsitzenden Rudolf Scharping ungünstig beeinflusst.
Die Wahlbeteiligung sank in dieser Wahl erstmals in der Berliner Wahlgeschichte seit 1946 unter 70 %. Zuvor waren stets Wahlbeteiligungen weit über 70 %, bis 1985 gar über 80 % erreicht worden.
| Listen                                 | Listen               | Erststimmen | Erststimmen | Erststimmen | Zweitstimmen | Zweitstimmen | Zweitstimmen | Mandate Gesamt |
| Listen                                 | Listen               | Stimmen     | %           | Mandate     | Stimmen      | %            | Mandate      | Mandate Gesamt |
| -------------------------------------- | -------------------- | ----------- | ----------- | ----------- | ------------ | ------------ | ------------ | -------------- |
|                                        | CDU                  | 633.196     | 38,1        | 51          | 625.005      | 37,4         | 36           | 87             |
|                                        | SPD                  | 433.729     | 26,1        | 3           | 393.245      | 23,6         | 52           | 55             |
|                                        | PDS                  | 250.853     | 15,1        | 34          | 244.196      | 14,6         | –            | 34             |
|                                        | GRÜNE                | 215.667     | 13,0        | 2           | 219.990      | 13,2         | 28           | 30             |
|                                        | REP                  | 47.848      | 2,9         | –           | 45.462       | 2,7          | –            | –              |
|                                        | FDP                  | 29.880      | 1,8         | –           | 42.391       | 2,5          | –            | –              |
|                                        | Graue                | 16.542      | 1,0         | –           | 28.356       | 1,7          | –            | –              |
|                                        | APD                  | –           | –           | –           | 15.025       | 0,9          | –            | –              |
|                                        | WBK                  | 7.340       | 0,4         | –           | 13.100       | 0,8          | –            | –              |
|                                        | PASS                 | 4.195       | 0,3         | –           | 9.483        | 0,6          | –            | –              |
|                                        | BSP Berlin           | –           | –           | –           | 7.716        | 0,5          | –            | –              |
|                                        | KPD/RZ               | –           | –           | –           | 6.527        | 0,4          | –            | –              |
|                                        | HL Berlin            | –           | –           | –           | 6.172        | 0,4          | –            | –              |
|                                        | ödp                  | 3.974       | 0,2         | –           | 4.965        | 0,3          | –            | –              |
|                                        | NATURGESETZ          | 2.972       | 0,2         | –           | 4.309        | 0,3          | –            | –              |
|                                        | Bürgerbund Berlin    | 1.817       | 0,1         | –           | 1.944        | 0,1          | –            | –              |
|                                        | WiB                  | –           | –           | –           | 1.185        | 0,1          | –            | –              |
|                                        | UFB                  | –           | –           | –           | 82           | 0,0          | –            | –              |
|                                        | ÖkoLi                | –           | –           | –           | 33           | 0,0          | –            | –              |
|                                        | DSU                  | 675         | 0,0         | –           | –            | –            | –            | –              |
|                                        | BüSo                 | 371         | 0,0         | –           | –            | –            | –            | –              |
|                                        | KPD                  | 183         | 0,0         | –           | –            | –            | –            | –              |
|                                        | DIE NATIONALEN       | 156         | 0,0         | –           | –            | –            | –            | –              |
|                                        | Einzelbewerber       | 931         | 0,1         | –           | –            | –            | –            | –              |
| Gesamt                                 | Gesamt               | 1.659.906   | 100         | 90          | 1.669.186    | 100          | 116          | 206            |
|                                        |                      |             |             |             |              |              |              |                |
| Ungültige Stimmen                      | Ungültige Stimmen    | 33.323      | 2,0         |             | 24.683       | 1,5          |              |                |
| Abgegebene Stimmen                     | Abgegebene Stimmen   | 1.693.229   | –           |             | 1.693.869    | –            |              |                |
| Ausgefallene Stimmen                   | Ausgefallene Stimmen | 6.771       | 0,4         |             | 6.131        | 0,4          |              |                |
| Wähler                                 | Wähler               | 1.700.000   | 68,6        |             | 1.700.000    | 68,6         |              |                |
| Wahlberechtigte                        | Wahlberechtigte      | 2.479.735   |             |             | 2.479.735    |              |              |                |
|                                        |                      |             |             |             |              |              |              |                |
| Quelle: Bericht der Landeswahlleiterin |                      |             |             |             |              |              |              |                |